# 博爾哈 (巴拉圭)
博爾哈（西班牙語：Borja），是巴拉圭的城鎮，位於該國東南部，由瓜伊拉省負責管轄，距離亞松森212公里，始建於1778年，面積329平方公里，主要經濟活動是農業。